# فيسنا ميلانوفيتش لتر
فيسنا ميلانوفيتش لتر (بالكرواتية: Vesna Milanović Litre)‏ مواليد 30 أبريل 1986 في كرواتيا، هي لاعبة كرة يد كرواتية. مثلت منتخب كرواتيا لكرة اليد للسيدات. شاركت في دورة الألعاب الأولمبية الصيفية سنة 2012.

## سجل المنافسة
شاركت في البطولات التالية:
- الألعاب الأولمبية الصيفية 2012
- بطولة العالم لكرة اليد للسيدات 2011
- بطولة أوروبا لكرة اليد للسيدات 2012
- بطولة أوروبا لكرة اليد للسيدات 2014

## روابط خارجية
- فيسنا ميلانوفيتش لتر على موقع أوليمبيديا (الإنجليزية)